# Оукмонт (Пенсільванія)
Оукмонт (англ. Oakmont) — місто (англ. borough) в США, в окрузі Аллегені штату Пенсільванія. Населення — 6758 осіб (2020).

## Географія
Оукмонт розташований за координатами 40°31′11″ пн. ш. 79°50′12″ зх. д. / 40.51972° пн. ш. 79.83667° зх. д. (40.519756, -79.836672).  За даними Бюро перепису населення США в 2010 році місто мало площу 4,59 км², з яких 4,12 км² — суходіл та 0,47 км² — водойми.

## Демографія
Згідно з переписом 2010 року, у селищі мешкали 6303 особи в 2978 домогосподарствах у складі 1562 родин. Густота населення становила 1374 особи/км².  Було 3233 помешкання (705/км²).
Расовий склад населення:
| - 97,1 % — білих - 1,0 % — чорних або афроамериканців - 0,7 % — азіатів - 0,1 % — корінних американців |

До двох чи більше рас належало 0,8 %. Частка іспаномовних становила 1,5 % від усіх жителів.
За віковим діапазоном населення розподілялося таким чином: 17,2 % — особи молодші 18 років, 60,0 % — особи у віці 18—64 років, 22,8 % — особи у віці 65 років та старші. Медіана віку мешканця становила 46,9 року. На 100 осіб жіночої статі у селищі припадало 84,6 чоловіків;  на 100 жінок у віці від 18 років та старших — 78,9 чоловіків також старших 18 років.
Середній дохід на одне домашнє господарство  становив 80 604 долари США (медіана — 59 893), а середній дохід на одну сім'ю — 102 925 доларів (медіана — 77 279). Медіана доходів становила 57 301 долар для чоловіків та 51 013 долари для жінок. За межею бідності перебувало 6,1 % осіб, у тому числі 10,2 % дітей у віці до 18 років та 4,0 % осіб у віці 65 років та старших.
Цивільне працевлаштоване населення становило 3300 осіб. Основні галузі зайнятості: освіта, охорона здоров'я та соціальна допомога — 25,2 %, науковці, спеціалісти, менеджери — 16,8 %, роздрібна торгівля — 10,2 %, мистецтво, розваги та відпочинок — 9,7 %.